# Закріплення пісків

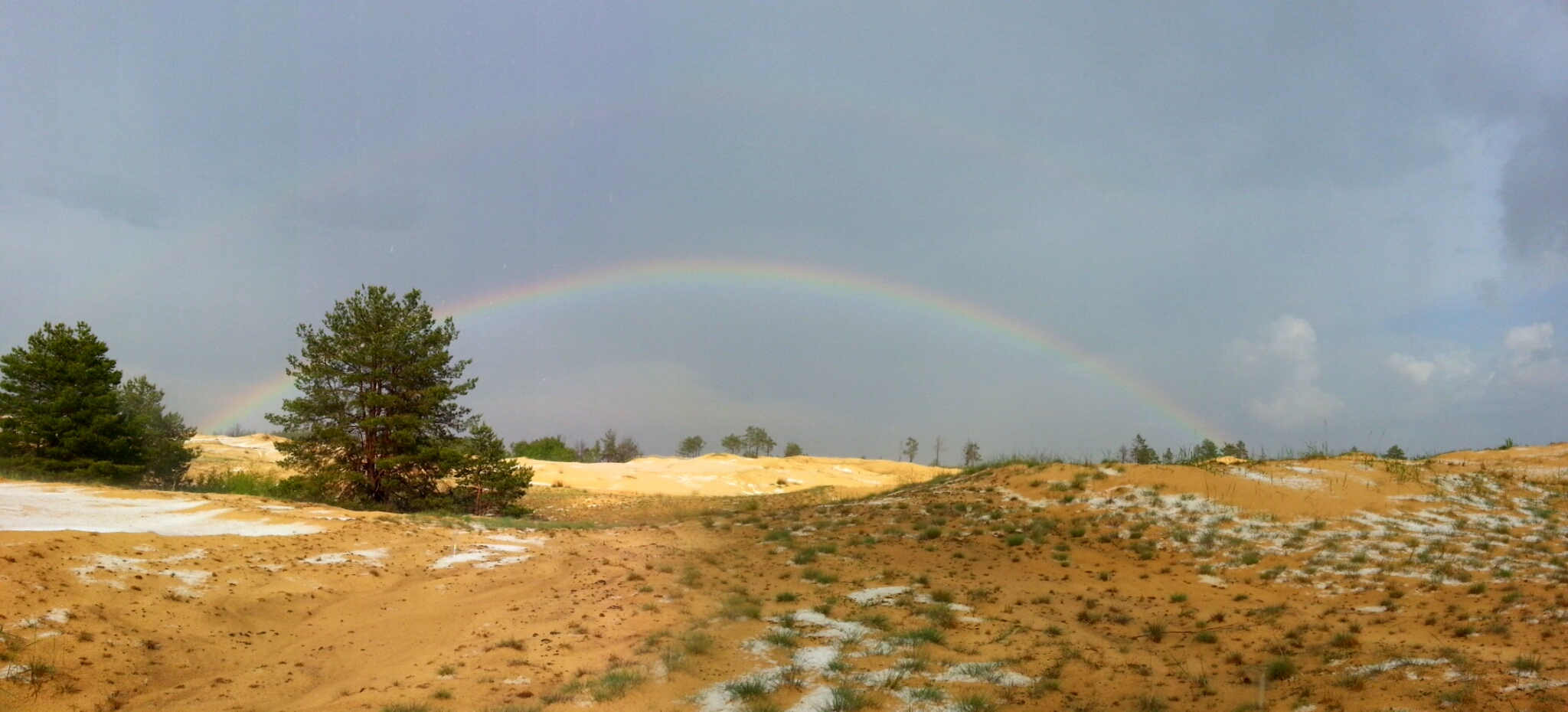
Олешківські піски

Закріплення пісків — комплекс агролісомеліоративних і агротехнічних заходів по стабілізації рухливих сипучих (незакріплених) пісків біологічними, механічними або хімічними способами для зменшення їх негативного впливу на економіку (транспорт, сільське господарство тощо).
При швидкості вітру 4—5 м/с голі, не вкриті рослинами піски починають розвіюватися, а при вітрі 10 м/с і більше здіймаються піщані бурі, коли пісок засипає родючі ґрунти, луки, шляхи, водойми тощо. Щоб перетворити піщані території на сільськогосподарські угіддя, насамперед вживають заходів щодо закріплення пісків. Для цього їх обробляють в'яжучими речовинами і хімікатами (нерозином) або застосовують механічні захисти (стоячі, у вигляді тинків з очерету, лози чи устилкові з гілля і хмизу), травосіяння, садять шелюгу тощо. Жовті горбасті піски недавнього походження непридатні для сільськогосподарського використання, тому їх освоюють лише під лісорозведення.

## Піскозакріплювальні насадження
Завдяки кореневій системі рослин і лісовій підстилці піскозакріплювальні насадження захищають ґрунт від видування, припиняють вітрову ерозію ґрунту, поліпшують гідрологічні і мікрокліматичні умови, чим сприяють підвищенню врожайності сільськогосподарських культур на прилеглих полях та освоєнню пісків. Піскозакріплювальні насадження є джерелом цінної деревини, об'єктом рекреаційного використання і важливим природотворчим фактором. На піщаних землях, непридатних для сільськогосподарського користування, створюють масивні лісові насадження. На полях, навкруги сіножатей, пасовищ, водойм, населених пунктів, вздовж річок, залізничних і шосейних доріг висаджують лісові смуги, які виконують протидефляційні функції. Під захистом піскозакріплювальних насаджень на пісках вирощують сільськогосподарські культури, трави, а в більш сприятливих умовах — сади і виноградники.  На пісках, призначених під сільськогосподарське користування, створюють систему ґрунтозахисних смуг, завширшки 10—15 м, розміщуючи їх перпендикулярно до пануючих вітрів, що спричинюють ерозію. На пісках усіх природних зон України для піскозакріплювальних насаджень більш стійкою і продуктивною є сосна звичайна, а в степу — і сосна кримська. Для створення біологічно стійких насаджень з врахуванням лісорослинних умов в соснові культури вводять листяні породи (березу та ін.). У найбільш несприятливих умовах рухомих пісків захисні насадження створюють за допомогою попереднього висаджування шелюги.

## Закріплення пісків в Україні
В Україні піски займають значні площі на Поліссі, вздовж річок Дніпра, Десни, Сіверського Дінця та ін., на узбережжі Чорного та Азовського морів — всього понад 250 тис. га. 
В Україні створено понад 150 тис. га піскозакріплювальних насаджень, з них більше 65 тис. га на Олешківських пісках. В результаті рух пісків на цих територіях припинено. Серед масивів лісу насаджено понад 20 тис. га садів і виноградників.